# Chiesa di San Zeno (Pisa)
La chiesa di San Zeno si trova in piazza San Zeno, all'estremità nord-est del centro di Pisa appena dentro l'omonima porta.

## Storia e descrizione
La zona dove è situata la chiesa era conosciuta in epoca medioevale col toponimo "alle grotte" per la presenza di strutture più antiche usate come materiale di risulta (probabilmente un antico anfiteatro romano). La chiesa, documentata dal 1029, faceva parte di un'abbazia e fu edificata su edifici preesistenti: durante recenti scavi sono state rinvenute le fondamenta di un edificio triabsidato. Nel XII secolo era in uso ai monaci camaldolesi; fino al XV secolo le fu un annesso un ospedale.
Presenta la struttura a tre navate; la facciata, molto rimaneggiata nel corso di un restauro novecentesco, è preceduta da un portico sorretto da pilastri e colonna centrale; nel secondo ordine si aprono bifore; sono presenti decorazioni a losanghe e oculi, con sette bacini ceramici islamici dell'XI secolo (copie; gli originali sono al Museo di San Matteo). L'interno conserva capitelli romani di spoglio e scarsi resti di pitture murali medievali.

## Altre immagini

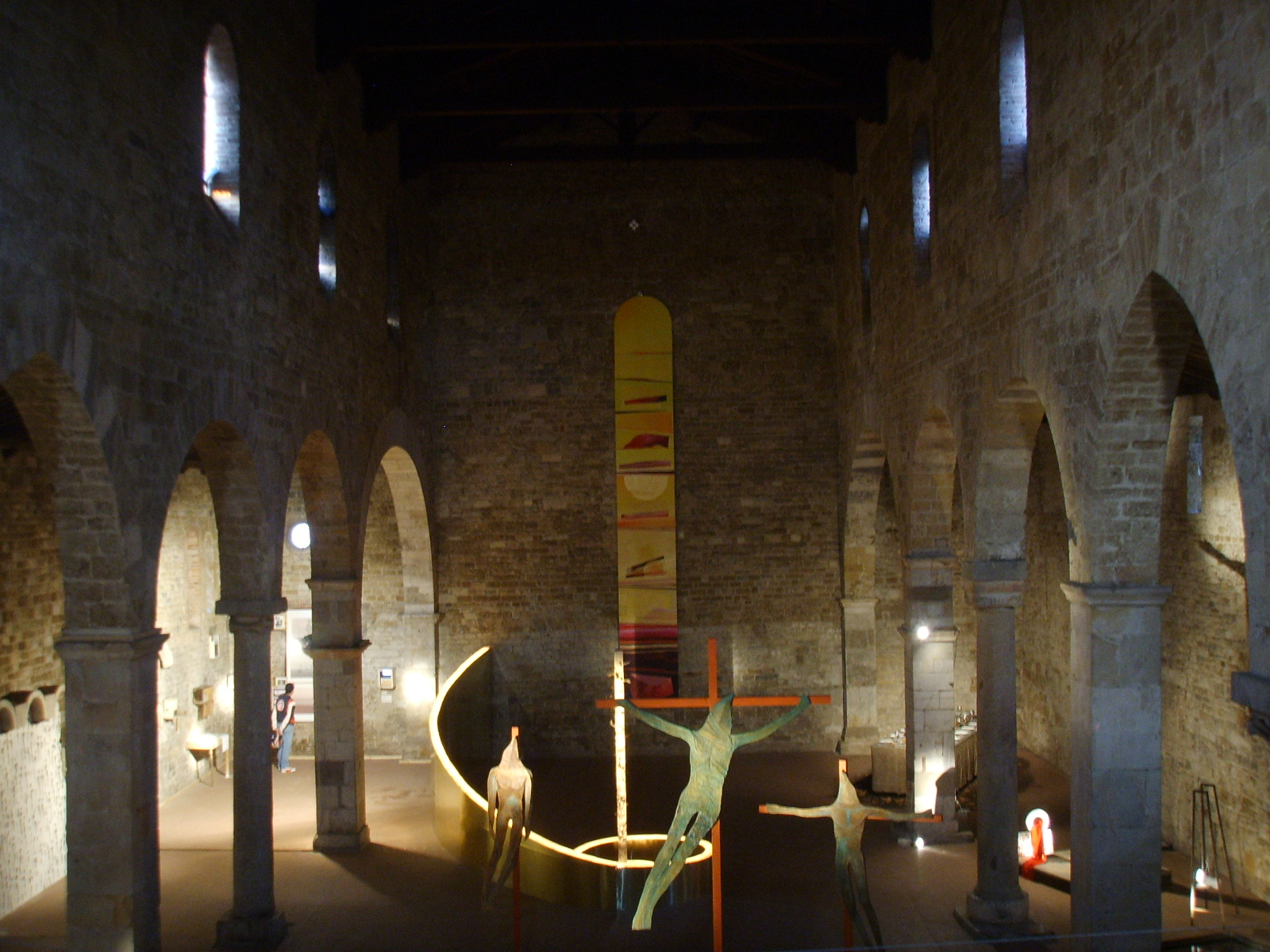
Interno (durante un allestimento espositivo)
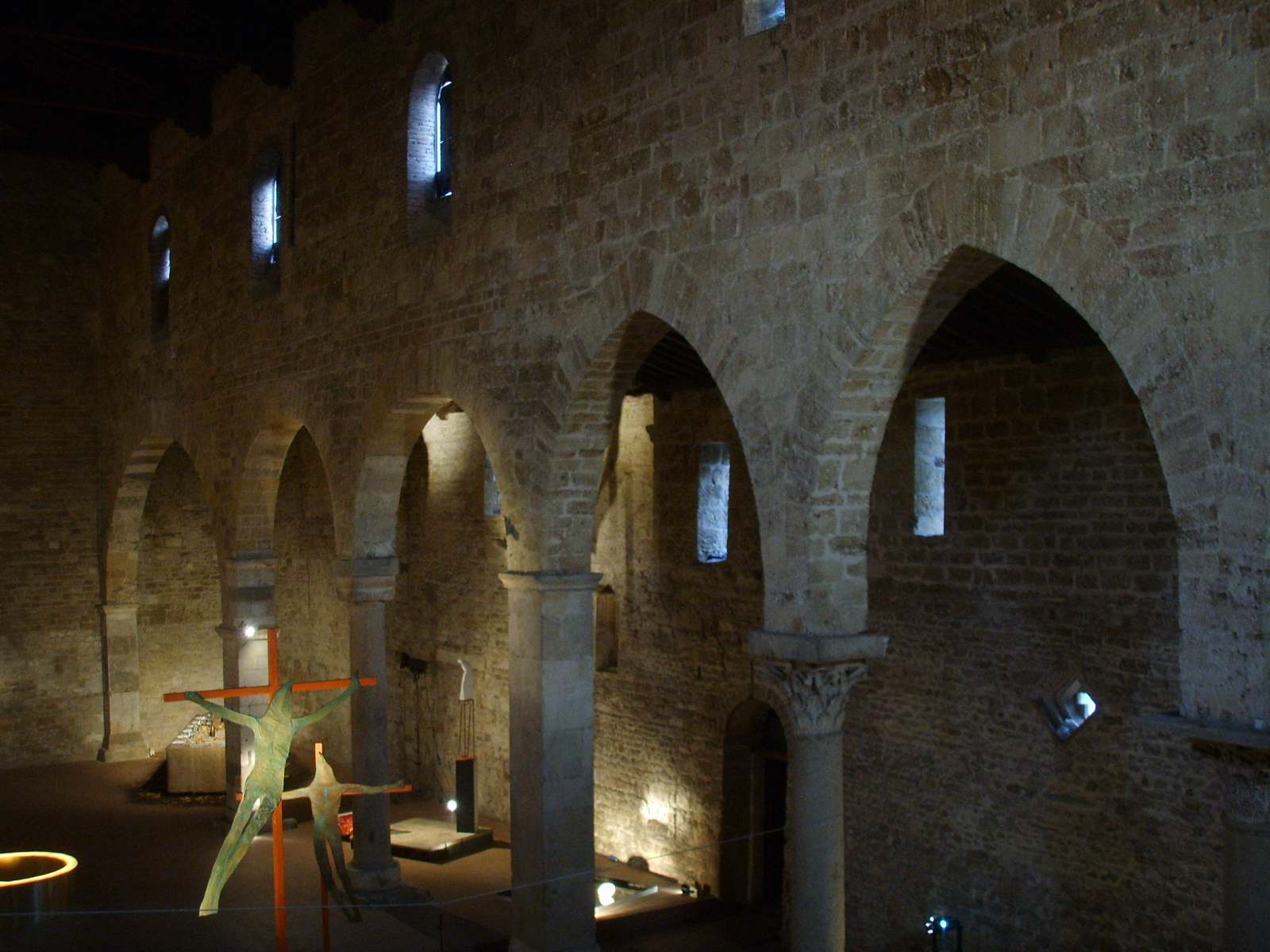
Archi acuti della navata
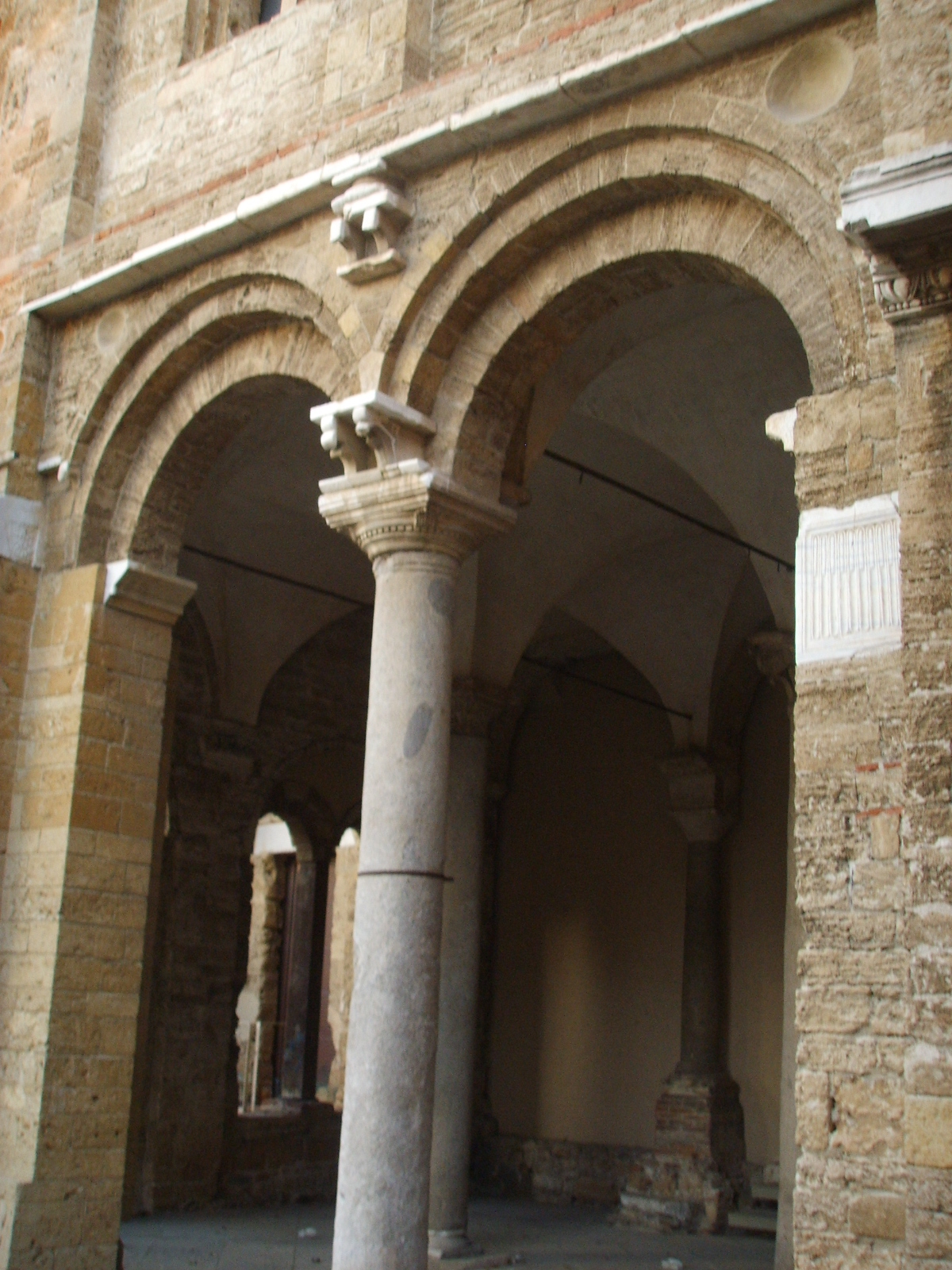
Dettaglio della facciata